# Hypolzmühle
Die Hypolzmühle liegt an der Zwettl bei der zu Groß Gerungs gehörenden Ortschaft Hypolz im niederösterreichischen Waldviertel. Sie wurde erstmals im Jahr 1382 urkundlich erwähnt, als Andreas Grefel und dessen Sohn Gebhard, denen die Mühle damals gehörte, der Pfarre Gerungs Geld und Naturalien vermachten. Weiters bestand die Mühle auch aus einer 1795 erstmals erwähnten Säge und einer Walkerei. Der gesamte Komplex wurde über mehrere oberschlächtige Wasserräder angetrieben. Die erhaltene Einrichtung der Mühle entspricht dem Stand der Technik aus der ersten Hälfte des 20. Jahrhunderts und ist vollständig erhalten. Im Jahr 1941 wurde ein Wasserrad gegen eine Francis-Turbine getauscht, die Mühle erzeugt mit Stand im Jahr 2022 elektrische Energie. Die Anlage befindet sich in Privatbesitz, kann aber besichtigt werden.